# Bohlinia
La bohlinia (gen. Bohlinia) è un mammifero artiodattilo estinto, appartenente ai giraffidi. Visse nel Miocene superiore (circa 11 - 6 milioni di anni fa) e i suoi resti fossili sono stati ritrovati in Europa e in Africa.

## Descrizione
Questo animale era molto simile alle odierne giraffe: sia le dimensioni che la corporatura erano quasi identiche a quelle della forma attuale. Come quest'ultima, Bohlinia possedeva zampe slanciate, un corpo dall'aspetto pendente e un collo lunghissimo. L'altezza totale superava i 5 metri. Il cranio, tuttavia, presentava alcune differenze: anche se non ne è mai stato ritrovato uno completo, i vari fossili (tra cui un grosso frammento ritrovato a Samo, Grecia) indicano che quello di Bohlinia era più lungo e basso, simile a quello delle giraffe primitive come Palaeotragus. Le due corna (ossiconi), inoltre, erano poste sopra alle orbite, rivolte all'indietro e appuntite. La protuberanza presente di fronte e tra gli ossiconi, caratteristica della giraffa attuale, era assente nella forma estinta.

## Classificazione
Bohlinia è uno stretto parente dell'attuale giraffa, e le somiglianze tra i due animali hanno condotto inizialmente i paleontologi a classificare la specie Bohlinia attica nel genere Camelopardalis (poi Giraffa). Si suppone che l'origine di Bohlinia abbia avuto luogo in Africa nel corso del Miocene superiore da antenati paleotragini; la specie B. adoumi è nota in Ciad. Bohlinia si diffuse in Europa dove si estinse alla fine del Miocene, mentre Giraffa probabilmente si differenziò da Bohlinia qualche milione di anni più tardi, si diffuse in Asia e Africa e diede origine alla specie attuale (Giraffa camelopardalis).

## Paleoecologia
Bohlinia doveva condurre uno stile di vita molto simile a quello delle odierne giraffe, data anche l'evidente affinità morfologica. Il giacimento di Pikermi, in Grecia, ha restituito i fossili di una notevole comunità di mammiferi, tra cui Bohlinia; sembra che questi animali vivessero in un ambiente boschivo più o meno aperto, brucando le foglie degli alberi e avventurandosi regolarmente in zone più esposte attorno a pozze d'acqua per bere. Altri mammiferi fossili come l'equide Cremohipparion e numerose antilopi indicano che questo ambiente era piuttosto simile a quello africano attuale.